# Перепечко Іван Миколайович
Іван Миколайович Перепечко (1897, місто Київ — 30 січня 1943, в'язниця міста Канська Красноярського краю, Російська Федерація) — радянський діяч, 1-й секретар Далекосхідного крайового комітету ВКП(б), член ЦВК СРСР. Член Бюро ЦК КП(б) Білорусі з 10 січня 1927 по 11 вересня 1928 року. Кандидат у члени ЦК ВКП(б) у 1930—1934 роках.

## Біографія
Народився в робітничій родині. Після закінчення початкової школи працював у друкарні.
Член РСДРП(б) з 1914 року.
Брав активну участь у підпільній роботі серед друкарів. Обирався секретарем, головою заводського комітету. Декілька разів був заарештований. До 1916 року — секретар Спілки друкарів міста Києва.
У 1916 році заарештований, перебував на засланні.
У лютому 1917 року звільнений та амністований, працював складачем у друкарні.
Після жовтня 1917 року — на профспілковій роботі. З 1918 року перебував на підпільній більшовицькій роботі в Києві, потім переїхав до Москви.
У 1919 році служив у Червоній армії: червоноармієць 45-ї стрілецької дивізії, начальник політичного відділу 27-й Омської стрілецької дивізії РСЧА.
З вересня 1919 по лютий 1920 року — завідувач військового та повстанського відділів, секретар Одеського підпільного губернського комітету КП(б)У. Був заарештований білогвардійською владою, але незабаром звільнений.
У 1920 році працював секретарем Одеської губернської ради профспілок.
З 1920 року — секретар Південного бюро ВЦРПС.
З 27 травня 1921 року — завідувач культурно-просвітницького відділу ВЦРПС та член президії ВЦРПС.
До 1922 року — заступник голови Південного бюро ВЦРПС у Харкові.
29 липня 1922 — 28 січня 1923 року — член Революційної військової ради (РВР) Західного фронту.
У 1924 році — 2-й член Революційної військової ради (РВР) Сибірського військового округу.
З 1924 року перебував на навчанні.
У 1927—1928 роках — голова Центральної ради профспілок Білоруської РСР.
У 1928 році — 2-й секретар Далекосхідного крайового комітету ВКП(б) та завідувач організаційно-розподільного відділу Далекосхідного крайового комітету ВКП(б).
28 жовтня 1928 — липень 1931 року — 1-й секретар Далекосхідного крайового комітету ВКП(б).
Одночасно, з 15 грудня 1929 по 1931 рік — член Революційної військової ради (РВР) Окремої Далекосхідної армії.
19 грудня 1931 — вересень 1933 року — секретар Всесоюзної центральної ради професійних спілок (ВЦРПС), член Президії ВЦРПС, член президії Всесоюзної ради із комунального господарства.
До 27 серпня 1933 року — член Комісії виконання при Раді народних комісарів СРСР.
З 31 липня 1933 року — начальник політичного відділу Октябрської залізниці.
На 1936 — грудень 1937 року — заступник начальника Рязано-Уральської залізниці в місті Саратові.
9 грудня 1937 року заарештований органами НКВС. Засуджений Воєнною колегією Верховного суду СРСР 20 квітня 1939 року до 20 років виправно-трудових таборів. Ув'язнення відбував у Красноярському виправно-трудовому таборі. Помер 30 січня 1943 року у в'язниці міста Канська Красноярського краю.
Посмертно реабілітований.

## Нагороди та відзнаки
- орден Леніна (4.04.1936)